# Xanana Gusmão

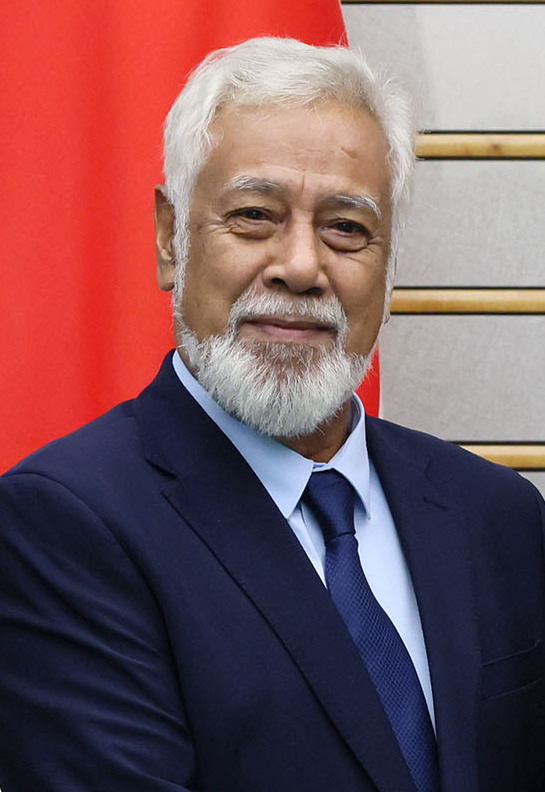
Xanana Gusmão (2023)

Unterschrift von Xanana Gusmão als Premierminister

Kay Rala Xanana Gusmão CNZM (* 20. Juni 1946 als José Alexandre Henriques Gusmão in Laleia, Manatuto/Portugiesisch-Timor) ist ein Politiker aus Osttimor und aktueller Premierminister. Er war von Mai 2002 bis zum 20. Mai 2007 der erste Präsident Osttimors nach der indonesischen Besatzungszeit, von 2007 bis 2015 erstmals Premierminister des Landes und von 2015 bis 2017 in der Regierung Araújo „Beratender Minister“ und Minister für Planung und strategische Investitionen. Am 1. Juli 2023 wurde er zum zweiten Mal als Premierminister vereidigt, als Chef der IX. Regierung Osttimors.
Seit dem 30. April 2007 ist Gusmão Führer der Partei Congresso Nacional da Reconstrução Timorense (CNRT, deutsch Nationalkongress für den timoresischen Wiederaufbau).

## Leben

### Familie
Xanana Gusmãos Vorfahren stammen aus den timoresischen Ethnien der Galoli, Makasae und Midiki. Gusmão betonte mehrfach, dass er im Gegensatz zu vielen Führern der Unabhängigkeitsbewegung weder von Portugiesen, noch von adligen Timoresen stammt. Seine Familie seien einfache Bauern gewesen. Seine katholischen Eltern, Antonia Hendrique Gusmão und Manuel Gusmão, erhielten jedoch eine Ausbildung an katholischen Schulen und waren Katecheten. Der Vater starb nach Krankheit mit 83 Jahren in Dili am 24. Dezember 1999. Berichte, er wäre bereits in der Krise 1999 ermordet worden, hatten sich als falsch erwiesen. Von seinem Großvater mütterlicherseits hat Xanana seinen Vornamen: Kai Rala Alexandre Henriques. „Xanana“ leitet sich von der Aussprache des mittleren Teils des Vornamens „Alexandre“ ab und wurde vom Lied Get a job der Gruppe The Silhouettes aus den 1950er Jahren inspiriert.
Xanana ist das zweitälteste von sieben Kindern, die das Erwachsenenalter erreicht haben (ein Kind starb) und hat einen Bruder und fünf Schwestern. Der jüngere Bruder Manuel Higino Gusmão ist Präsident der 2017 registrierten Partido Esperança da Pátria (PEP). Auch die Schwester Armandina Maria Gusmão dos Santos ist politisch aktiv und Diplomatin. Ihr Sohn Nilton Gusmão dos Santos ist Unternehmer und Präsident der Liga Futebol Amadora.
In erster Ehe war Xanana Gusmão mit Emilia Baptista verheiratet. Aus dieser Ehe hat Xanana zwei Kinder: seinen Sohn Eugenio und seine Tochter Zenilda. Zenilda ist mit dem hochrangigen Polizeioffizier Pedro Belo verheiratet.
In zweiter Ehe war Gusmão seit 2000 mit der Australierin Kirsty Sword verheiratet und hat mit ihr drei Söhne: Alexandre, Kay Olok und Daniel. 2015 ließen sich Xanana und Kirsty scheiden.

### Jugend und Ausbildung
Als Gusmão geboren wurde, war Osttimor noch eine portugiesische Kolonie (Portugiesisch-Timor). Er verbrachte seine Kindheit in seinem Geburtsort Laleia, wo man Galoli spricht, doch Gusmão lernte von seinem Vater Portugiesisch. In Ossu, wo die Familie ab 1952 lebte, ging Gusmão drei Jahre auf die Grundschule von Sta. Teresina, bevor er im Alter von zwölf Jahren auf die Jesuitenschule Nossa Senhora da Fatima in Dare geschickt wurde, die er 1962 aus finanziellen Gründen wieder verließ.
Tagsüber verdiente er sich sein Geld mit Gelegenheitsarbeiten, danach besuchte er die Abendschule des Liceu Dr. Francisco Machado in Dili und machte sein Abitur. 1965 traf er seine zukünftige erste Frau Emilia Batista zum ersten Mal, die ebenfalls 19 Jahre alt war. Unter anderem arbeitete Gusmão als Landvermesser und Lehrer an der Chinesischen Schule in Dili. 1966 erhielt er eine Stelle im öffentlichen Dienst. In der portugiesischen Armee musste Gusmão ab 1968 für drei Jahre Militärdienst leisten und erreichte den Rang eines Korporals. 1970 heiratete er Emilia Batista.

### Ende der Kolonialzeit
Gusmão beendete seine Armeezeit, sein erster Sohn wurde geboren, und er beteiligte sich in der nationalen Organisation unter Führung von José Ramos-Horta, die friedlich gegen das koloniale System protestierte. Diese Zeit war ein Wendepunkt in seinem Leben. Ab April 1974 arbeitete Xanana Gusmão für die Zeitung A Voz de Timor („Stimme Timors“) und wurde Mitglied der Sozialdemokratischen Partei Osttimors (ASDT), die später in FRETILIN umbenannt wurde. Er übernahm den Posten des stellvertretenden Direktors der Informationsabteilung.

### Indonesische Besatzungszeit

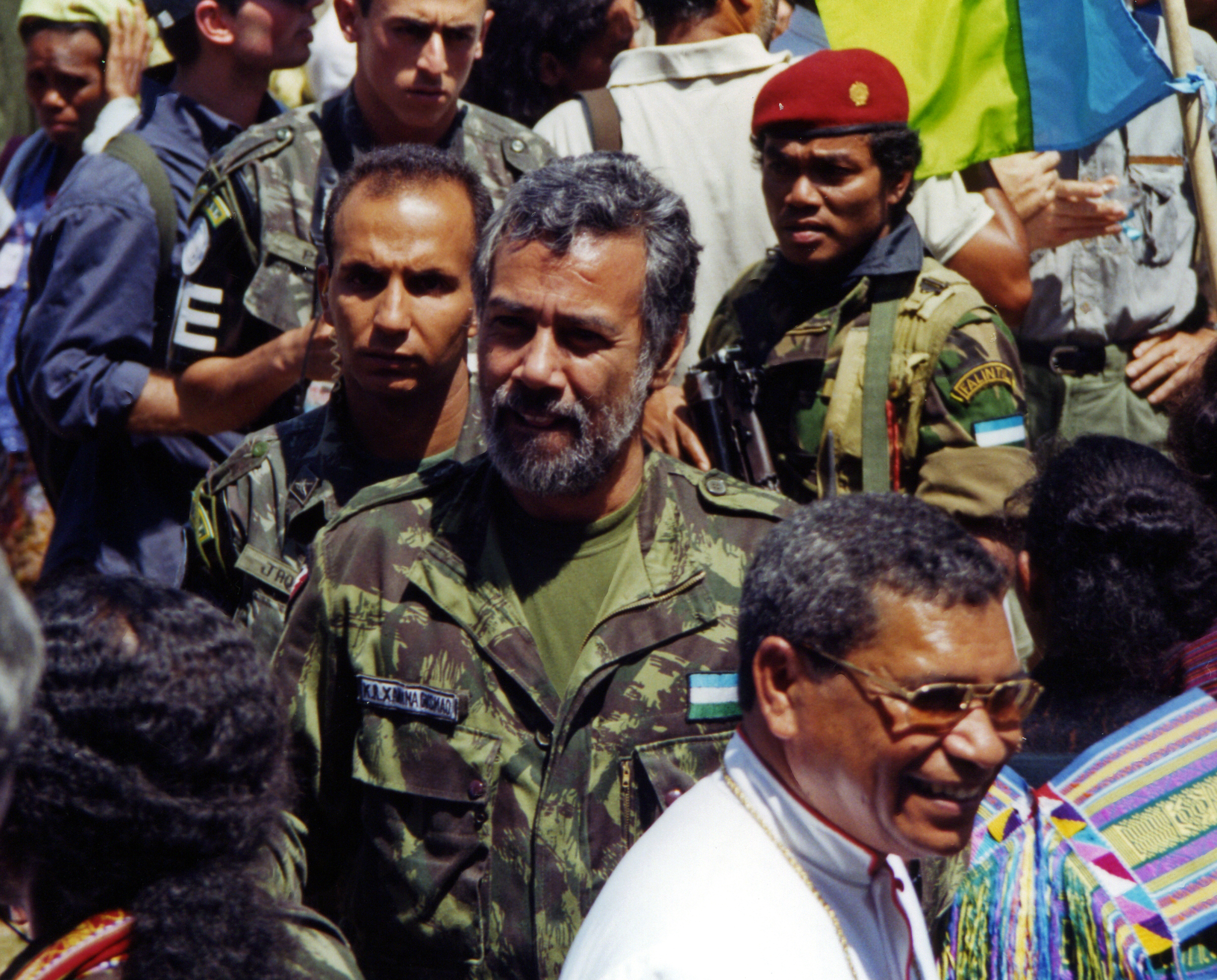
Rückkehr Gusmãos aus indonesischer Gefangenschaft nach Aileu (1999)

Als Indonesien 1975 Osttimor völkerrechtswidrig besetzte, ging Xanana Gusmão in den bewaffneten Widerstand. 1977 war Gusmão der Adjutant des politischen Kommissars der FRETILIN Abel Larisina und organisierte die Versorgung der Zivilisten in der Widerstandsbasis am Matebian. Im November 1978 wurde die Basis von den Indonesiern zerstört. Im März 1981 wählte ihn eine geheime Nationalkonferenz in Lacluta zum Chef der FALINTIL, als Nachfolger des getöteten Nicolau dos Reis Lobatos. 1988 wurde Gusmão Anführer des neu geformten nationalen Rats des Widerstandes CNRT. Um nicht als parteiisch zu gelten, verließ Gusmão dafür die FRETILIN. Unter seiner Führung vertraute die FALINTIL mehr auf heimliche Untergrundnetzwerke und setzte kleine Gruppen ein, um indonesische Ziele anzugreifen.

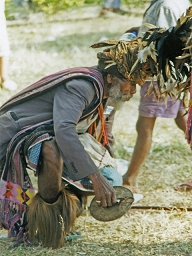
Besuch in Same (2000)

Indonesische Truppen (TNI) versuchten am 14. November 1990 in dem Gebiet um Same und Ainaro mit der Operasi Senyum („Operation Lächeln“) Gusmão zu fangen. Vier Tage zuvor war eine Frau gefangen genommen worden, die beim Verhör aussagte, dass sich der Rebellenführer bei einem nahegelegenen Berg aufhielt. Xanana Gusmão konnte aber vermutlich eine Nacht vor dem Angriff entkommen. Nach dem Angriff, bei dem zwölf Bataillone und vier Hubschrauber im Einsatz waren, gab das Militär an, etwa 100 Kämpfer gefunden zu haben. Weiterhin wurde ein Behälter gefunden mit Gusmãos Dokumenten, einer Videokamera und seiner Schreibmaschine. Unter den Dokumenten befanden sich unter anderem Briefe des Papstes und Bischof Belos. Nach einer traditionellen, timoresischen Legende konnten manche Krieger sich in Hunde verwandeln, um ihren Häschern zu entkommen. Das Tetum-Wort für Held asuwain bedeutet in etwa „wie ein Hund“. Diesen Mythos aufgreifend verbreitete sich die Legende, auch Gusmão könne sich in einen weißen Hund verwandeln und so unbemerkt im Dorf herumlaufen, während die indonesischen Soldaten ihn suchen.

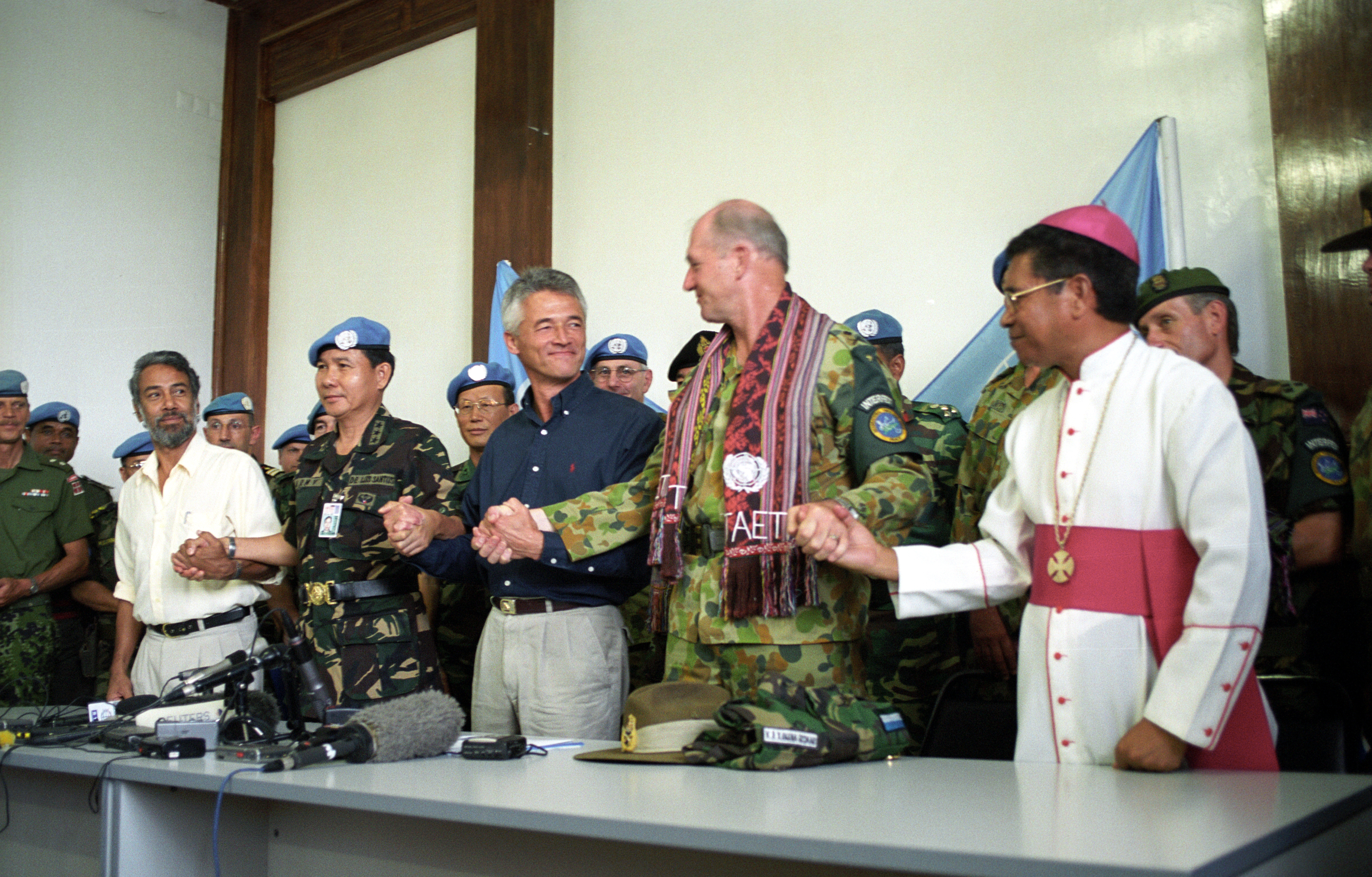
Gusmão bei der Übergabe der Kontrolle von INTERFET an UNTAET

Am 20. November 1992 wurde Gusmão schließlich bei einer großangelegten Aktion des indonesischen Militärs mit 40.000 Soldaten im Haus der Familie von Aliança Araújo in Lahane bei Dili gefangen genommen und nach Bali gebracht. Im indonesischen Fernsehen war am 25. November ein Interview mit ihm zu sehen. Ein Jahr später, im Mai 1993, wurde er zu seinem Gerichtsverfahren zurück nach Dili gebracht. Nur Minuten nach dem Start seiner 27-seitigen Verteidigungsrede am 17. Mai unterbrach ihn der Richter mit der Aussage, dass seine Verteidigung „irrelevant“ sei. Das Gericht verurteilte Gusmão zu lebenslanger Haftstrafe. Er wurde in das Hochsicherheitsgefängnis Cipinang nach Jakarta gebracht.
Später wurde Gusmão unter Hausarrest in der indonesischen Hauptstadt Jakarta gestellt. Es gelang ihm aber, aus der Gefangenschaft heraus, über seine spätere neue Frau Kirsty Sword, eine wichtige Rolle als Führer im Widerstand gegen die indonesische Besatzung zu spielen. Nach dem erfolgreichen Unabhängigkeitsreferendum in Osttimor 1999 bot das Vereinigte Königreich Gusmão politisches Asyl an. Der Xanana Room in der britischen Botschaft in Jakarta erinnert heute daran. Noch im selben Jahr kam Gusmão frei und kehrte noch im Oktober nach Osttimor zurück. Kurz darauf ließ er sich von seiner ersten Frau Emilia nach 28 Jahren Ehe scheiden.

### Unabhängigkeit Osttimors

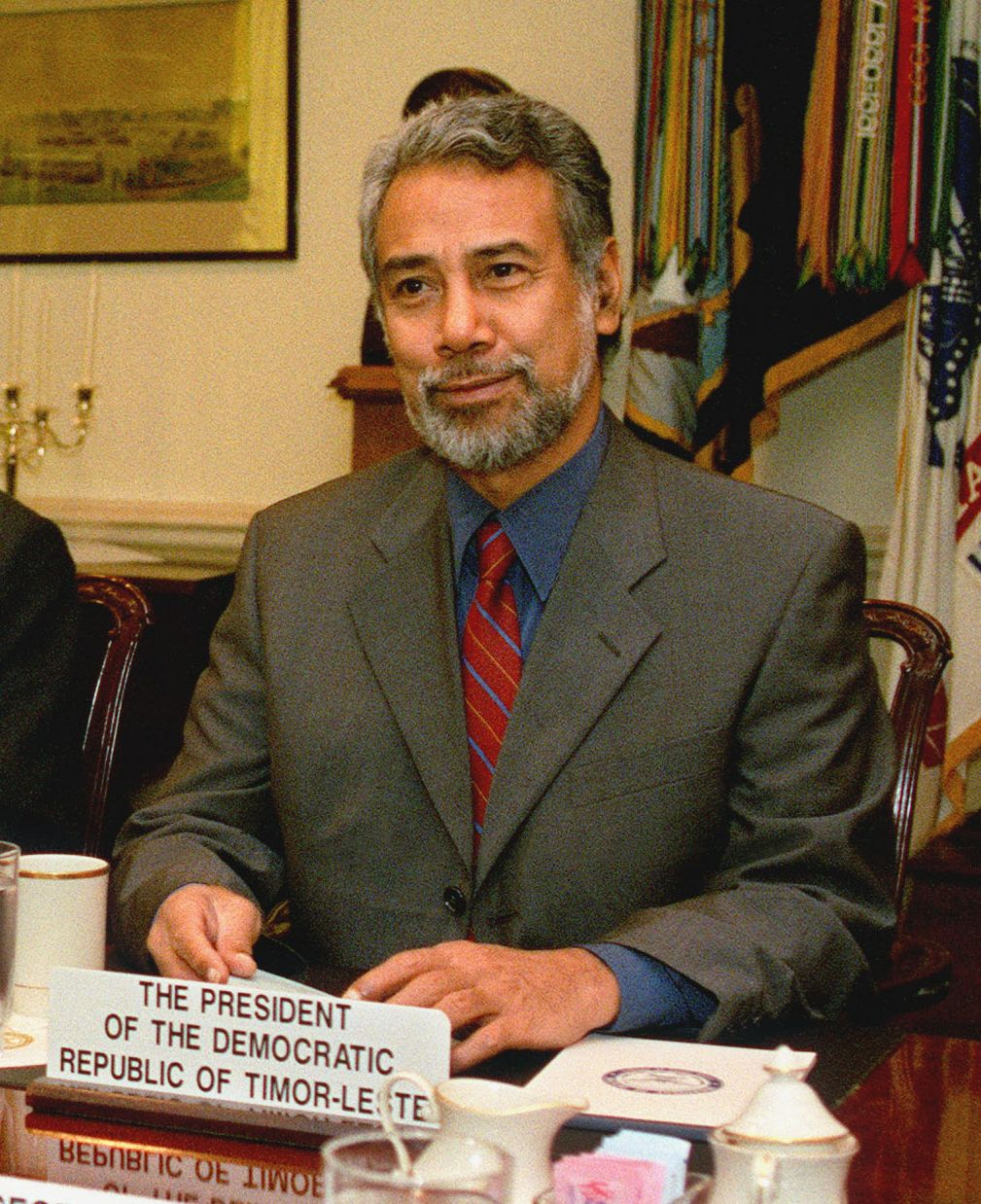
Präsident Xanana Gusmão (2002)

1999 wurde Xanana Gusmão zum Sprecher des National Consultative Council (NCC) gewählt, einer Art Übergangsparlament während der UN-Verwaltung Osttimors. Am 23. Oktober 2000 wurde Gusmão auch Sprecher des nachfolgenden National Council (NC).
Gusmão gewann am 14. April 2002 souverän die Präsidentschaftswahl mit 82,7 % gegen seinen Gegenkandidaten Francisco Xavier do Amaral und wurde damit am 20. Mai 2002 zum ersten Präsidenten des unabhängigen Osttimors. Während der Unruhen in Osttimor 2006 kam es zum Machtkampf zwischen Gusmão und dem damaligen Premierminister Marí Alkatiri, wobei sich Alkatiri auf die Polizei (PNTL) und Gusmão auf die Unterstützung des größten Teils der Armee stützen konnte. Alkatiri war unter den Verdacht geraten, Zivilisten zur Beseitigung politischer Gegner bewaffnet zu haben. Gusmão forderte Alkatiri zum Rücktritt auf und drohte ansonsten mit seinem eigenen. Schließlich gab Alkatiri auf und legte sein Amt nieder. Nachfolger wurde Gusmãos politischer Freund José Ramos-Horta, der Gusmão 2007 auch im Amt als Staatspräsident folgte.

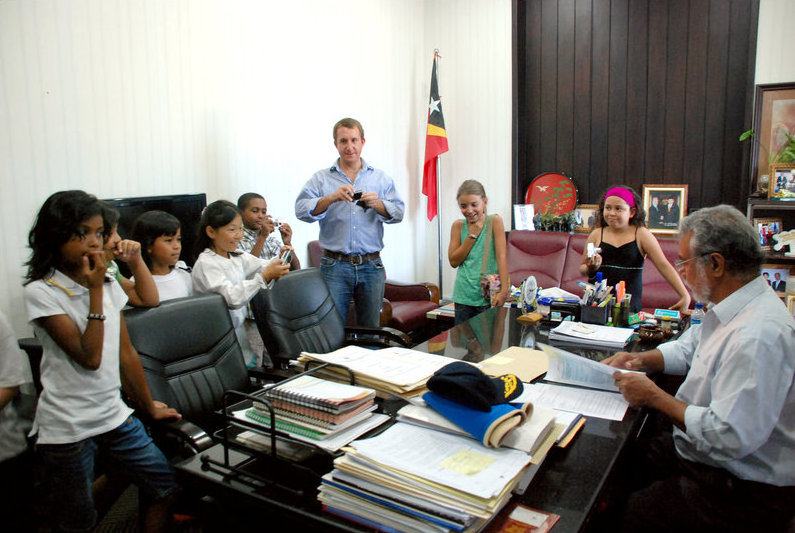
Schulkinder besuchen Premierminister Gusmão in seinem Büro

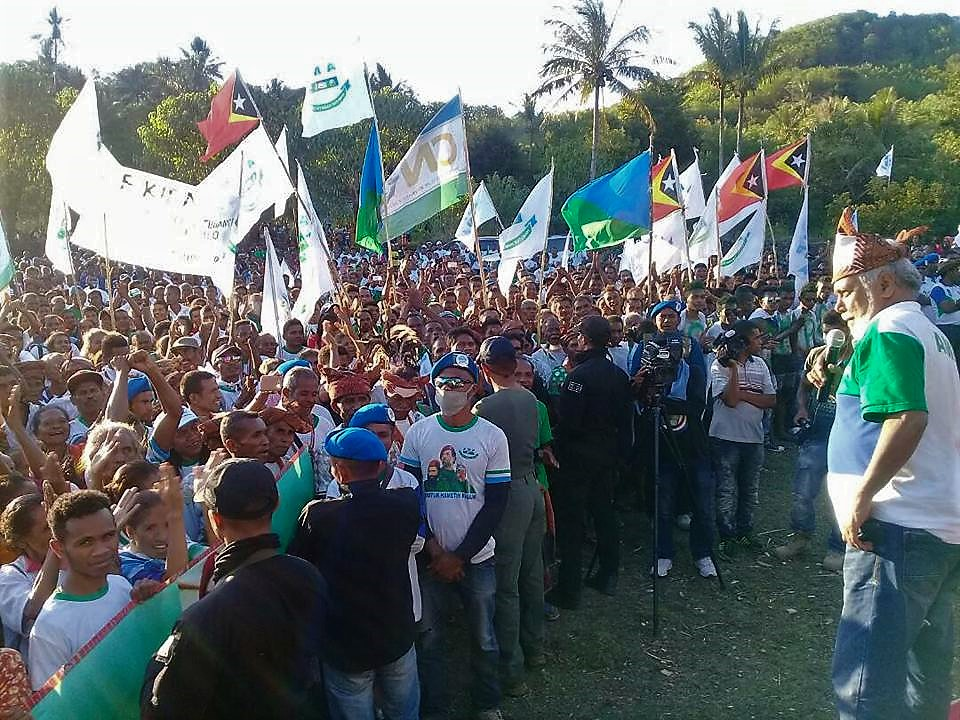
Gusmão bei einer AMP-Wahlkampfveranstaltung 2018 in Oesilo

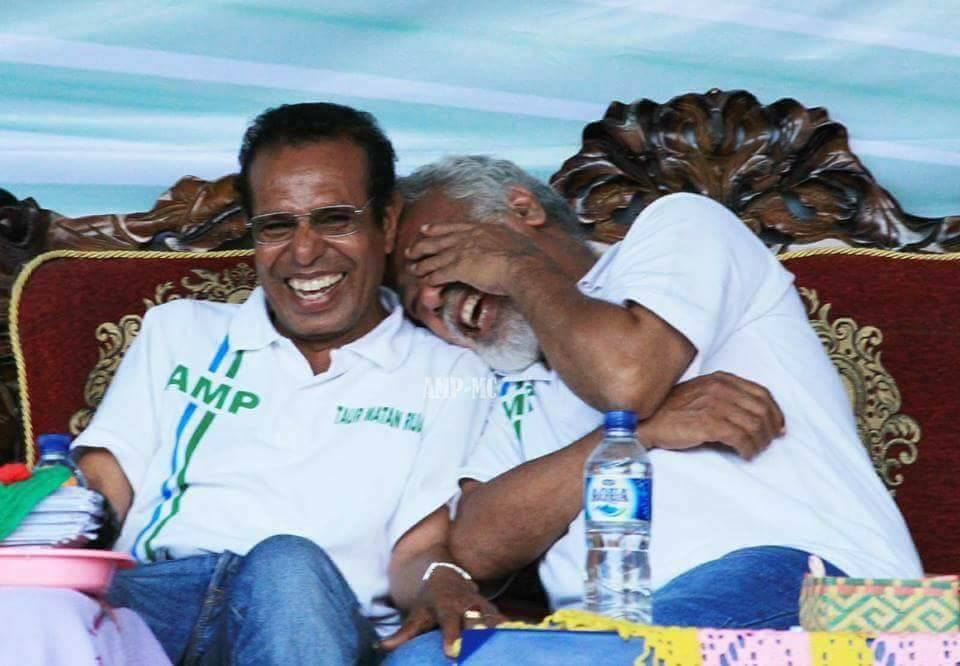
Die Gewinner der Wahl 2018: Taur Matan Ruak und Xanana Gusmão

Bei den Präsidentenwahlen am 9. April 2007 war Gusmão nicht erneut angetreten, weswegen er am fünften Unabhängigkeitstag Osttimors, dem 20. Mai 2007, von seinem Amt als Staatspräsident abtrat. Stattdessen kandidierte Gusmão mit der neuen Partei CNRT bei den Parlamentswahlen am 30. Juni 2007 für das Amt des Premierministers. Seine Partei wurde mit 18 gewonnenen Mandaten nur die zweitstärkste Kraft des Landes, konnte sich aber zusammen mit ihren Koalitionspartnern in der Aliança da Maioria Parlamentar AMP (Allianz der Parlamentarischen Mehrheit) auf eine absolute Mehrheit von 37 der 65 Abgeordneten stützen. Nicht mit dabei ist die stärkste Partei im Parlament, die ehemalige Regierungspartei FRETILIN.
Am 6. August 2007 wurde Gusmão von Staatspräsident Ramos-Horta mit der Bildung einer Regierung beauftragt. Er wurde am 8. August vereidigt und übernahm auch die Ämter als Minister für Verteidigung und Sicherheit und Minister für Natürliche Ressourcen, Mineralien und Energie. Sein Amt als Abgeordneter trat Gusmão nicht an.
Am 11. Februar 2008 entging Gusmão unverletzt einem Feuerüberfall auf seinen Wagen.
Mit den Parlamentswahlen in Osttimor 2012 gelang Gusmão der Wiedereinzug in das Parlament. Er führt mit dem CNRT als stärkste Partei auch die neue Regierung als Premierminister und Verteidigungsminister. Alfredo Pires übernahm das Ministeramt für Erdöl und natürliche Ressourcen. Wieder verzichtete Gusmão auf seinen Sitz im Parlament.
Anfang 2015 kündigte Gusmão an, die Regierung umzubilden und auch selbst vorzeitig zurücktreten zu wollen. Am 5. Februar informierte er seine Koalitionspartner, dass er den ehemaligen Gesundheitsminister Rui Araújo als seinen Nachfolger vorschlagen wolle, und trat mit einem Schreiben an Staatspräsident Taur Matan Ruak zurück. Der Präsident nahm seinen Rücktritt an und beauftragte Araújo mit der Bildung einer neuen Regierung. Die Amtsübergabe fand am 16. Februar statt. Gusmão ist in der neuen Regierung „Beratender Minister“ und Minister für Planung und strategische Investitionen.
Bei den Parlamentswahlen in Osttimor 2017 gelang Gusmão als Listenplatzführer des CNRT der Einzug in das Parlament. Allerdings musste der CNRT herbe Verluste einstecken und wurde knapp nur noch zweitstärkste Kraft hinter der FRETILIN. Gusmão erklärte am 4. August 2017 daher seinen Rücktritt als Parteivorsitzender des CNRT. Dieser wurde beim außerordentlichen Parteitag aber nicht angenommen und später schlichtweg ignoriert. Der CNRT ging in die Opposition, weswegen Gusmão sein Ministeramt verlor. Nach dem ersten Sitzungstag verzichtete er zudem auf seinen Sitz im Parlament.
Bei den Grenzstreitigkeiten zwischen Australien und Osttimor arbeitete Gusmão als Chefunterhändler Osttimors. Nach dem erfolgreichen Abschluss des neuen Vertrages über die Grenze in der Timorsee am 6. März 2018 wurde ihm von Tausenden Osttimoresen ein triumphaler Empfang bei seiner Rückkehr nach Dili bereitet. Bei den Parlamentswahlen 2018 vertrat Gusmão den CNRT in der Dreierspitze der Aliança para Mudança e Progresso (AMP) und zog auf Listenplatz 1 in das Parlament ein. Allerdings verzichtete er schon zur ersten Sitzung am 13. Juni auf sein Mandat. Am 5. Juli wurde Gusmão von Präsident Francisco Guterres zum Staatsminister des Rates des Premierministers und Minister für Planungen und strategisches Investment ernannt. Aufgrund des Konflikts mit dem Staatspräsidenten um die Ernennung von Ministern des CNRT blieb Gusmão von den angesetzten Terminen seiner Vereidigung fern und verzichtete schließlich auf ein Amt in der VIII. Regierung. Er trug aber weiterhin die Verantwortung für das Büro für die Seegrenzen und die weiteren Verhandlungen mit Australien bis 2022. Am 18. Dezember 2019 wurde Gusmão zudem vom Kabinett zum Repräsentanten für die Blue Economy ernannt.

### 2020er-Jahre
Für großes Aufsehen sorgte Anfang 2021 der Besuch Gusmãos bei Richard Daschbach im Hausarrest zu seinem Geburtstag, mit einer Torte. Der ehemalige Priester wird beschuldigt, Mädchen in seinem Kinderheim missbraucht zu haben. Gusmão ergriff öffentlich Partei für den Ex-Priester und beschuldigte die Staatsanwaltschaft der „großen Illegalität, Unregelmäßigkeit und Unmoral“. Gusmãos australische Ex-Frau Kirsty Sword Gusmão und seine drei Söhne, die bei ihr leben, verfassten einen Brief an die Opfer, in dem sie ihre Enttäuschung über das Verhalten von Xanana Gusmão zum Ausdruck brachten.
Bei den Präsidentschaftswahlen in Osttimor 2022 stellte Gusmão Ramos-Horta als Kandidaten des CNRT auf. Im Wahlkampf spielte Gusmão eine zentrale Rolle und drängte dabei Ramos-Horta in den Hintergrund. Für den Fall einer Wahl kündigte Gusmão an, Ramos-Horta würde das Parlament auflösen und vorzeitige Neuwahlen ausrufen. Ramos-Horta äußerte sich dembetreffs vorsichtiger und kündigte stattdessen an, dass er Gespräche mit allen Parteien führen wolle. Am 20. Mai 2022 trat Ramos-Horta zu seiner zweiten Amtszeit als Staatspräsident an.
Im Oktober 2022 sollten in Dilis Stadtteilen Aimeti Laran und Becusi Craic mehrere Familien aus ihren Unterkünften zwangsgeräumt werden. Der Grundstücksbesitzer hatte dies gerichtlich durchgesetzt, während die Familien ihr Wohnrecht damit begründeten, sie würden schon seit Jahrzehnten da leben. Ein Team des Distriktsgerichts und der Nationalpolizei hatte bereits die Habseligkeiten von sieben Familien in Becusi Craic aus den Häusern geholt, als Xanana Gusmão medienwirksam intervenierte. Er befahl den Polizisten das Eigentum der Familien wieder in die Häuser zu tragen und wartete, bis sie die Arbeit abgeschlossen hatten. In Folge wurde die Richterin Zulmira Auxiliadora Barros da Silva, die die Räumungen angeordnet hatte, öffentlich diffamiert. Die Vorgänge wurden als „Fall Aimeti Laran“ und „Becussi Craic“ bekannt. Im April 2023 sprach der Conselho Superior da Magistratura Judicial (CSMJ) in einer Pressemitteilung sein Bedauern über die „Kampagne der beruflichen Herabsetzung“ der Richterin aus und kritisierte die „totale Behinderung“ der Urteilsvollstreckung unter Anwesenheit der Medien. Der CSMJ kam zu dem Schluss, dass die Richterin korrekt gehandelt hatte, erklärte seine Solidarität mit den involvierten Justizbeamten und pochte auf die Souveränität der Justiz.
Bei den Parlamentswahlen 2023 gewann der CNRT mit Gusmão als Listenführer 31 der 65 Sitze im Nationalparlament. Gusmão steht nun einer Regierung aus CNRT und Partido Democrático (PD) vor.

## Sonstiges
Xanana Gusmão ist Vereinspräsident des Sportvereins Sport Laulara e Benfica.

## Schriften
- To resist is to win!: The autobiography of Xanana Gusmão with selected letters & speeches

## Auszeichnungen und Ehrungen
- East Timor Poetry Prize 1975
- Ehrenbürger Brasílias 1995
- Friedensorden 1998 (Portugal)

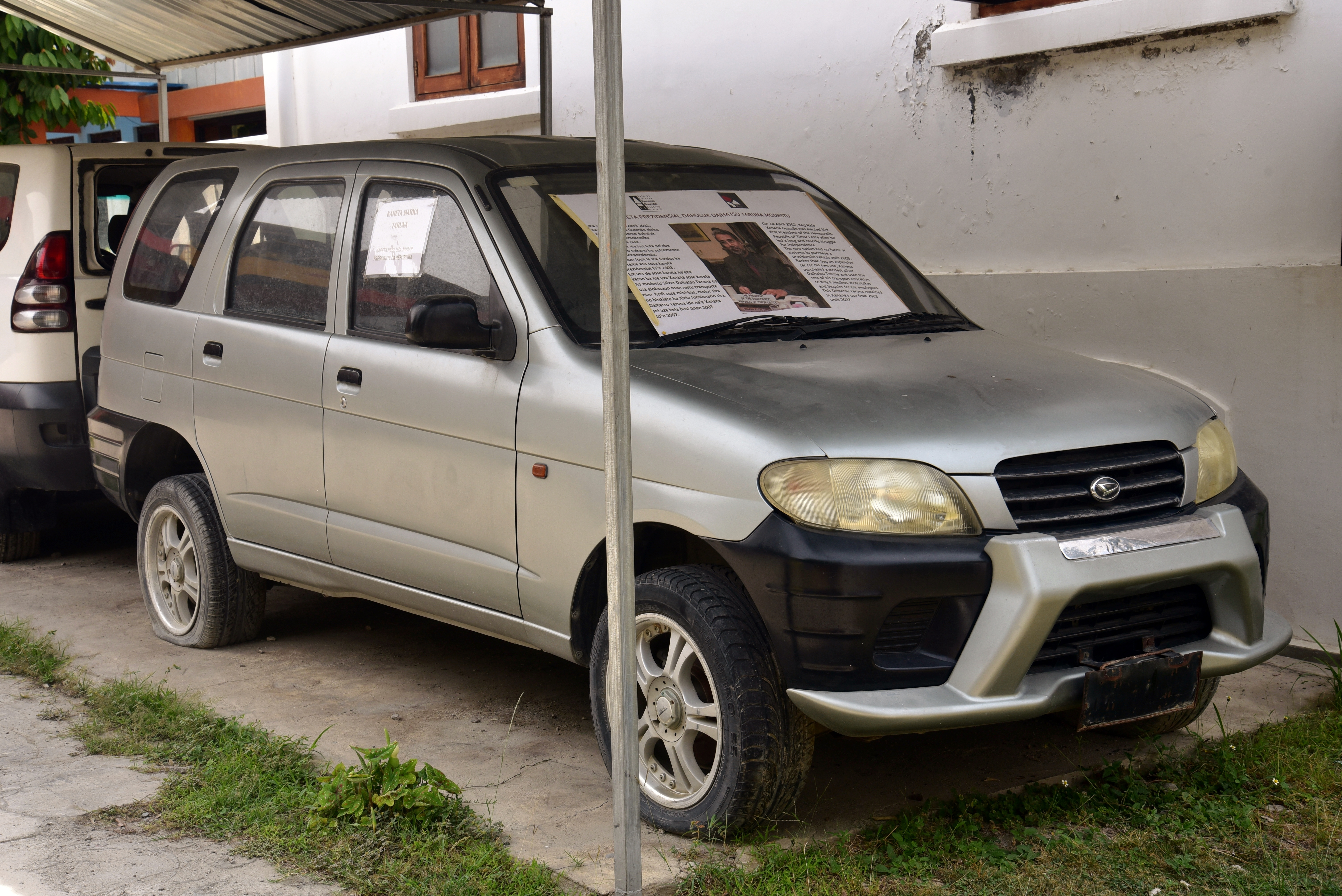
Der Dienstwagen von Xanana Gusmão, ausgestellt beim Xanana Reading Room

- Ehrenbürger São Paulos (Brasilien)
- Sacharow-Preis 1999
- Ehrendoktorwürde der Universität Lusíada, Lissabon
- Gwangju-Menschenrechtspreis 2000 (Südkorea)
- Sydney-Friedenspreis 2000
- New Zealand Order of Merit 2000
- Ehrenbürger Lissabons und Verleihung des Goldenen Schlüssels zur Stadt 2000
- Medaille des Vizepräsidenten Brasiliens 2000
- Order of Merit José Bonifácio, Grau de Gran-Oficial, Universidade do Estado do Rio de Janeiro 2000
- Ehrendoktorwürde der Universität Porto 2000
- Grande Colar des Ordem do Cruzeiro do Sul, Brasilien 2002
- Nord-Süd-Preis 2002
- Félix-Houphouët-Boigny-Friedenspreis der UNESCO 2002
- Honorary Adult Friend, Children’s Award, 2002 (Schweden)
- Ehrendoktorwürde für Jura der Victoria University 2003 (Australien)
- 2003 Path to Peace Award, Path to Peace Foundation
- Ritter des Großkreuzes des Order of St. Michael and St. George durch Königin Elisabeth II. 2003
- International Herald Tribune “Leadership with Integrity” Award 2003
- BusinessWeek "Stars of Asia" Award 2003
- Ehrendoktorwürde für Jura von der Suncheon National University (Südkorea) 2004
- Grande Colar des Orden des Infanten Dom Henrique (Portugal) 2006
- Ehrendoktorwürde der United States Sports Academy in Daphne 2006[27]
- Ehrendoktorwürde der Philosophie der Takushoku-Universität (Japan) 2006[3]
- Grande Collar des Ordem de Timor-Leste 2009
- Orden Vanuatus erster Klasse (2011)[28]
- Ehrendoktorwürde der Universität Coimbra[29]
- Ordem da Guerrilha 2015[30]

- In Dili ist der Xanana Reading Room, eine Bibliothek und Kulturzentrum nach Gusmão benannt
- 2015 wurde der Nationalpark Kay Rala Xanana Gusmão gegründet
- 2017 wurde der Flughafen Suai nach Xanana Gusmão benannt